# Pravoslavný teologický ústav svatého Sergeje

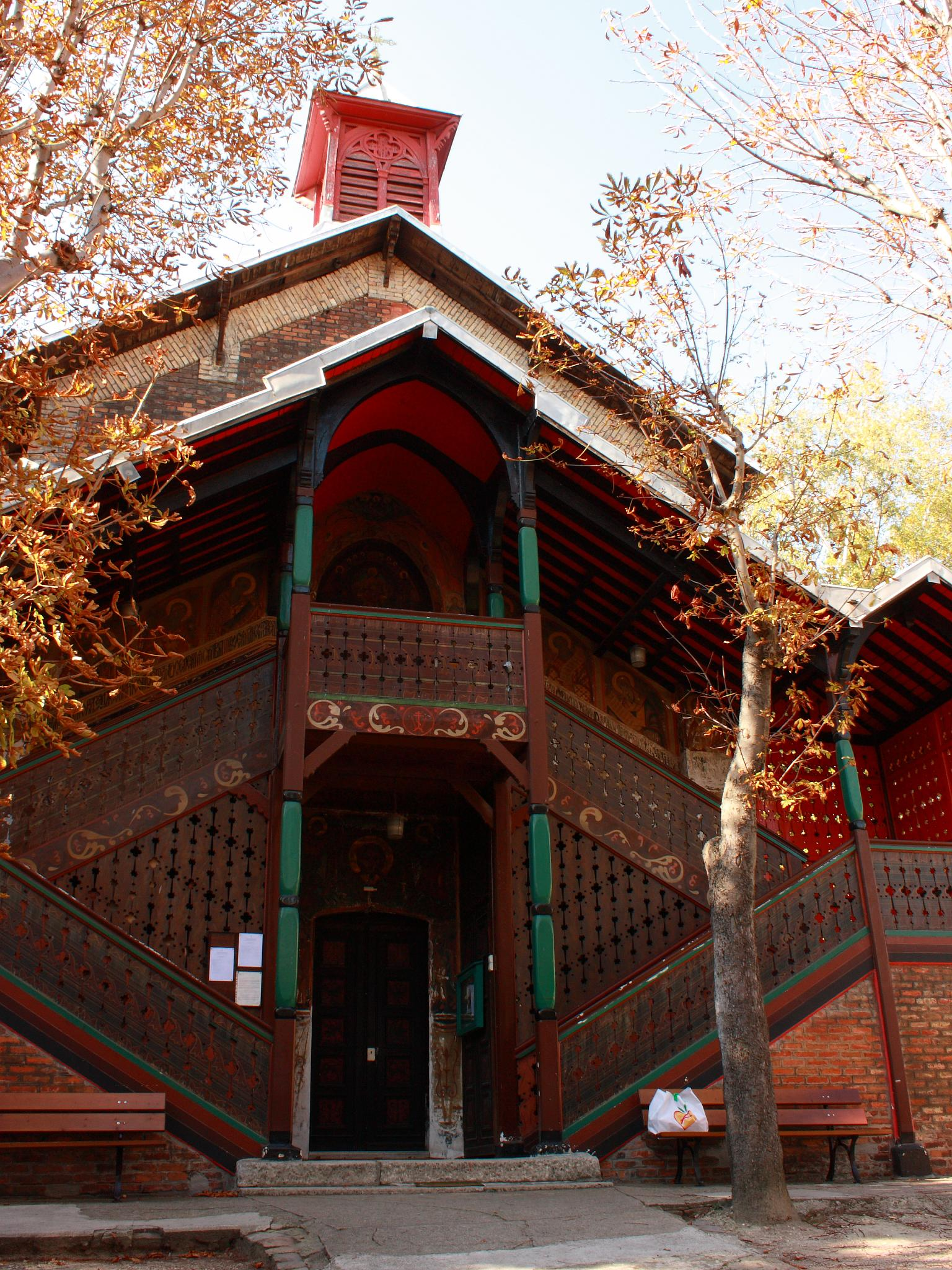
Vstup do chrámu sv. Sergeje Radoněžského

Pravoslavný teologický ústav svatého Sergeje (francouzsky Institut de théologie orthodoxe Saint-Serge, rusky Свято-Сергиевский правосланый богословский институт) je soukromá vysoká škola v Paříži, která vzdělává duchovní i laiky v pravoslavné teologii. Sídlí na adrese Rue de Crimée č. 93 v 19. obvodu. Institut je součástí Archiepiskopie farností ruské tradice v západní Evropě a funguje pod záštitou Pařížské akademie.

## Historie
Ústav založil metropolita Euloge v roce 1925 jako první pravoslavný teologický ústav v západní Evropě. Prvním ředitelem se stal Sergej Bulgakov. Byl pojmenován na počest ruského světce Sergeje Radoněžského, neboť sídlo institutu (bývalý německý kostel zabavený během první světové války) bylo zakoupeno v roce 1924 právě na jeho svátek 18. července. 
Krátce před druhou světovou válkou ústav obdržel právo jmenovat doktory teologie. Od roku 1953 ústav každoročně pořádá Týden liturgických studií (Semaine d'Études Liturgiques), kterého se účastní mnoho specialistů liturgických věd z různých křesťanských církví. V roce 2006 v rámci boloňského procesu institut upravil výukový program.

## Výuka
Pravoslavný teologický ústav sv. Sergeje v Paříži je jediná univerzita ve frankofonním světě, která nabízí plnou výuku ortodoxní teologie v rámci boloňského procesu v bakalářském, magisterském a doktorandském studiu.
Studium teologie je dálkové a distanční, dále probíhá studium pastorační a celoživotní vzdělávání. Součástí je též výuka církevního umění, ikonografie a liturgického zpěvu. Výuka probíhá ve francouzském jazyce a je placená s možností získat stipendium.
Součástí institutu jsou učebny, knihovna obsahující knihy a periodika s námětem pravoslaví v různých jazycích, knihkupectví, chrám svatého Sergeje Radoněžského a odpočinková zahrada.